# Backlash 2008
Backlash 2008 was een pay-per-viewevenement in het professioneel worstelen dat georganiseerd werd door World Wrestling Entertainment (WWE). Dit evenement was de negende editie van Backlash en vond plaats in de 1st Mariner Arena in Baltimore (Maryland) op 27 april 2008.
De belangrijkste gebeurtenis was een Fatal Four-Way Elimination match voor de WWE Championship tussen de kampioen Randy Orton, Triple H, John Cena en John "Bradshaw" Layfield. Triple H won de match en werd zo de nieuwe WWE Champion.

## Resultaten
| Nr.                                                                          | Match | Winnaar(s)                                                     |
| ---------------------------------------------------------------------------- | --- | -------------------------------------------------------------- |
| -                                                                            | John Morrison en The Miz vs. Jimmy Wang Yang & Shannon Moore in een tag team match                                                                                   | John Morrison en The Miz                                       |
| 1                                                                            | Montel Vontavious Porter (c) vs. Matt Hardy in een een-op-eenmatch voor het WWE United States Championship                                                           | Matt Hardy (nc)                                                |
| 2                                                                            | Kane (c) vs. Chavo Guerrero (met Bam Neely) in een een-op-eenmatch voor het ECW Championship                                                                         | Kane (c)                                                       |
| 3                                                                            | The Great Khali vs. The Big Show in een een-op-eenmatch | The Big Show                                                   |
| 4                                                                            | Shawn Michaels vs. Batista in een een-op-eenmatch met Chris Jericho als scheidsrechter                                                                               | Shawn Michaels                                                 |
| 5                                                                            | Beth Phoenix, Melina, Layla, Jillian Hall, Victoria en Natalya vs. Mickie James, Maria, Ashley, Michelle McCool, Cherry en Kelly Kelly in een 12-Diva Tag Team match | Beth Phoenix, Melina, Layla, Jillian Hall, Victoria en Natalya |
| 6                                                                            | The Undertaker (c) vs. Edge in een een-op-eenmatch voor het World Heavyweight Championship                                                                           | The Undertaker (c)                                             |
| 7                                                                            | Randy Orton (c) vs. John Cena vs. Triple H vs. John "Bradshaw" Layfield in een Fatal Four-Way Elimination match voor het WWE Championship                            | Triple H (nc)                                                  |
| (c) huidige kampioen voor en na de match \| (nc) nieuwe kampioen na de match | |                                                                |